# یاماها اوایکس۹۹–۱۱
یاماها اوایکس۹۹–۱۱ (Yamaha OX۹۹-۱۱) خودرویی است که در سال‌های ۱۹۹۲ (۳ prototypes)تولید شده‌است.
این خودرو در کلاس خودرو اسپورت قرار گرفته، طول آن در حالت طبیعی ۴٬۴۰۰ میلیمتر (۱۷۳٫۲ اینچ) و عرض آن در حالت طبیعی ۲٬۰۰۰ میلیمتر (۷۸٫۷ اینچ) و ارتفاع آن در حالت طبیعی ۱٬۲۲۰ میلیمتر (۴۸٫۰ اینچ) است. سیستم جعبه‌دندهٔ آن ۶ دنده به صورت دستی است.